# کارلوس کاراسکو (بازیکن فوتبال)
کارلوس کاراسکو (انگلیسی: Carlos Carrasco؛ زادهٔ ۱۴ فوریهٔ ۱۹۹۳) بازیکن فوتبال اهل اسپانیا است.